# Arthur Gibbs
Arthur Hamilton Gibbs, född 9 mars 1888, död 24 maj 1964, var en brittisk författare.
Arthur Gibbs var bror till Philip Gibbs och Cosmo Hamilton. Han uppfostrades i Frankrike, studerade i Oxford, spelade teater i USA och deltog i första världskriget 1914–1919. Gibbs bodde från 1919 i USA. Han debuterade med en samling skisser från sin studietid, The complete Oxford man (1911), utnyttjade sina krigsupplevelser i Gunfodder (1919), och utgav därefter en rad populära romaner såsom Soundings (1925, svensk översättning 1927), Labels (1926), Harness (1928), Chances (1930), Rivers glide on (1934) och The need we have (1936). Way of life (1947) har självbiografiskt innehåll.